# (7996) Ведерников
(7996) Ведерников (лат. Vedernikov) — типичный астероид главного пояса, открыт 1 сентября 1983 года советским астрономом Людмилой Карачкиной в Крымской астрофизической обсерватории и 8 августа 1998 года назван в честь советского и российского оперного певца Александра Ведерникова.

## Обнаружение и именование
(7996) Ведерников
Открыт 1 сентября 1983 года в Крымской астрофизической обсерватории Л. Г. Карачкиной.
Назван в честь блестящего русского баса, народного артиста СССР Александра Филипповича Ведерникова (р. 1927). Он первым исполнил такие произведения Г. Свиридова (смотрите цитату к малой планете (4075)), как “Патетическая оратория”, “Голос из хора” и сольную партию в “Пушкинском венке”. Название предложено Г. Свиридовым и поддержано первооткрывателем.
Оригинальный текст (англ.)7996 Vedernikov
Discovered 1983 Sept. 1 by L. G. Karachkina at the Crimean Astrophysical Observatory.
Named in honor of brilliant Russian bass Aleksandr Filippovich Vedernikov (b. 1927), a people's artist of Russia. He was the first to perform such works of G. Sviridov {see planet (4075)} as “Passionate oratorio”, “Voice from the choir” and the solo part in “Pushkin's garland”. Name suggested by G. Sviridov and supported by the discoverer.
Источники: 19980808/MPCPages.arc; M.P.C. 32349.

## Орбита

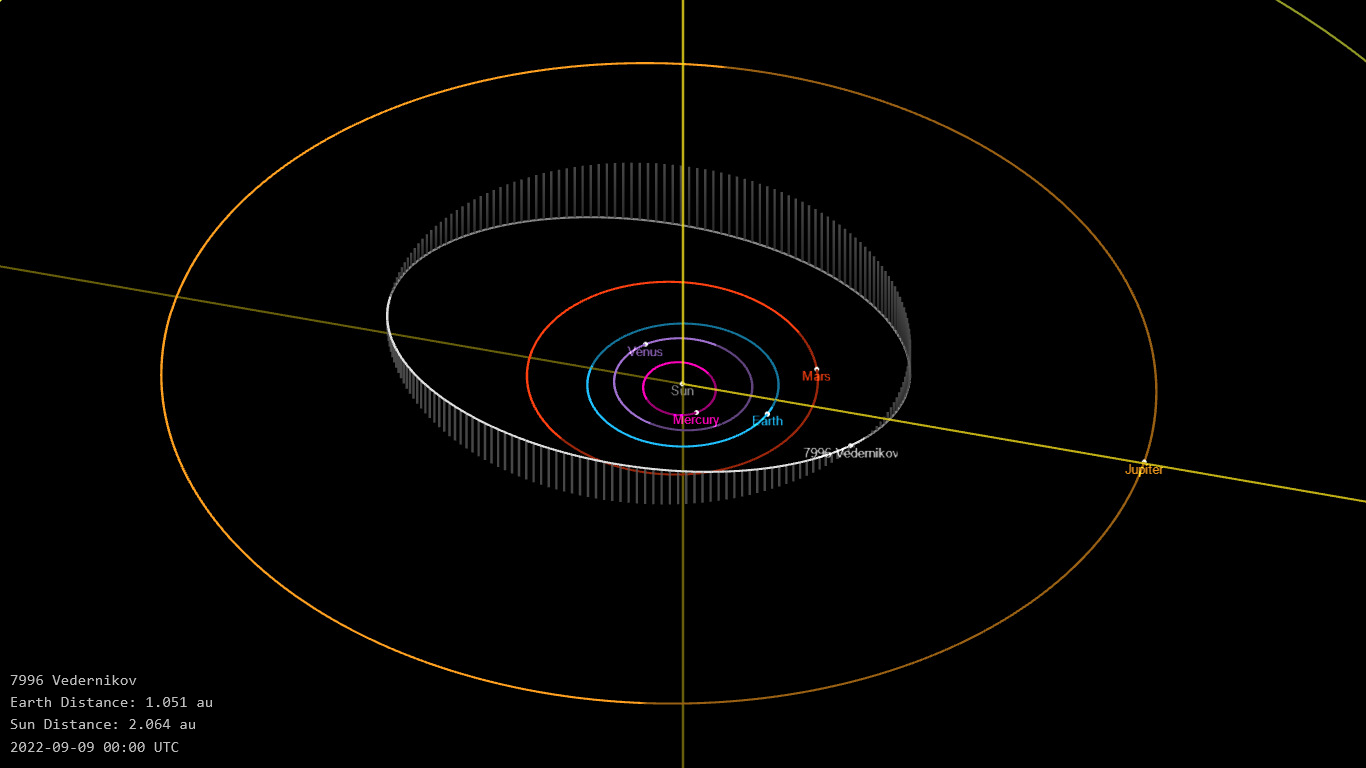
Орбита астероида Ведерников и его положение в Солнечной системе

## Физические характеристики
Астероид относится к таксономическому классу C.
По результатам наблюдений в видимом и ближнем инфракрасном диапазоне космического телескопа NEOWISE диаметр астероида оценивался равным 8,678±0,452 км. Согласно тем же источникам альбедо оценивается как 0,1951±0,0544 и 0,195±0,054.